# شون هود
شون هود (بالإنجليزية: Sean Hood)‏ هو كاتب سيناريو أمريكي، ولد في 13 أغسطس 1966 في ميلواكي في الولايات المتحدة.

## وصلات خارجية
- شون هود على موقع IMDb (الإنجليزية)
- شون هود على موقع ألو سيني (الفرنسية)
- شون هود على موقع أول موفي (الإنجليزية)
- شون هود على موقع قاعدة بيانات الأفلام السويدية (السويدية)
- شون هود على موقع قاعدة بيانات الفيلم (الإنجليزية)
- شون هود على موقع كينوبويسك (الروسية)